# عمران و استحکامات (رسته)
رسته استحکامات و عمران یا مهندسی از جمله رسته‌های غیر رزمی نیروی زمینی می‌باشد که کارکنان نظامی و نیز کارمند در قالب پست مهندسی گردان‌های خدمات سازماندهی شده و امورات ساخت و ساز، تعمیر و نگهداری اماکن نظامی و کوی سازمانی پادگان از قبیل گچکاری، نقاشی، بنایی، جوشکاری، سیم‌کشی، برق‌کشی، تاسیساتی و ... را برعهده دارند.

رسته استحکامات و عمران ارتش جمهوری اسلامی ایران
رسته فنی و مهندسی نیروی انتظامی جمهوری اسلامی ایران
رسته فنی و مهندسی سپاه پاسداران انقلاب اسلامی